# Georges Capdeville
Pierre Georges Louis Capdeville (30. oktober 1899 – 24. februar 1991) var en fransk fodbolddommer som dømte finalen i VM 1938 mellem Italien og Ungarn. Han er den eneste som har dømt en VM-finale i sit hjemland. Han dømte også kvartfinalen mellem Brasilien og Tjekkoslovakiet.
Capdeville dømte også den franske cupfinale i 1936.